# Prevail
Prevail – dziewiąty album studyjny kanadyjskiej grupy muzycznej Kataklysm. Wydawnictwo ukazało się 23 maja 2008 roku nakładem wytwórni muzycznej Nuclear Blast.
Nagrania zostały zarejestrowane w JFD Studio w Sainte-Marthe-sur-le-Lac w Quebecu. Miksowanie odbyło się w Audiohammer Studio w Sanford w stanie Floryda. Natomiast mastering został przeprowadzony w West West Side Music w New Windsor w stanie Nowy Jork w Stanach Zjednoczonych.

## Lista utworów
Muzyka: Kataklysm, sł. Maurizio Iacono.
1. „Prevail” – 3:54
2. „Taking the World by Storm” – 3:59
3. „The Chains of Power” – 3:19
4. „As Death Lingers” – 3:29
5. „Blood in Heaven” (gościnnie: Dave Linsk) – 5:15
6. „To the Throne of Sorrow" – 4:49
7. „Breathe to Dominate” – 3:59
8. „Tear Down the Kingdom” – 4:21
9. „The Vultures Are Watching” (gościnnie: Jason Suecof) – 5:57
10. „The Last Effort (Renaissance II)” (gościnnie: Pat O’Brian) – 5:01

## Twórcy
Opracowano na podstawie materiału źródłowego.
| - Maurizio Iacono – śpiew - Jean-François Dagenais – gitara, produkcja, inżynieria dźwięku - Stéphane Barbe – gitara basowa - Max Duhamel – perkusja - Dave Linsk - gościnnie gitara (5) - Jason Suecof - gościnnie gitara (9) | - Pat O’Brien - gościnnie gitara (10) - Alan Douches - mastering - Mark Lewis - inżynieria dźwięku - Jason Suecof - miksowanie - Pascal Laquerre - oprawa graficzna - David Brodsky - zdjęcia |

## Pozycje na listach
| Lista                     | Kraj              | Pozycja |
| ------------------------- | ----------------- | ------- |
| Billboard Top Heatseekers | Stany Zjednoczone | 15      |
| Ö3 Austria Top 40         | Austria           | 44      |
| Schweizer Hitparade       | Szwajcaria        | 83      |